# Елі Ішай
Еліягу (Елі) Ішай (івр. אליהו ישי; нар. 26 грудня 1962, Єрусалим) — ізраїльський релігійний політичний діяч, колишній член партії ШАС і її голова в 1999—2013 роках.
Елі Ішай народився в Єрусалимі в 1962 році в родині Івета і Фортуни Ішай. Навчався в єшивах «Хорев» і «Порат-Йосеф» в Єрусалимі, а потім в єшиві «Негев» в Нетівоті. З 1980 по 1983 рік проходив службу в ізраїльській армії. Одружений, батько сімох дітей.